# 대한민국의 의약 분업 제도
대한민국의 의약 분업 제도는 약사법에 의거하여, 식품의약품안전처에서 규정한 제도이다.

## 도입 배경
의사가 치료의 수단으로 환자로 하여금 처방 의약품을 사용하게 하려고 할 때, 의사는 환자에게 처방전을 교부하고, 약사는 병원에서 받은 처방전에 따라 약국에서 처방 의약품을 조제하는 제도를 말한다. 다만, 환자의 치료에 사용되는 처방 의약품을, 전문 의료인인 의사가 환자의 증상을 진단해 가장 적합하게 처방한 후 약사 역시 처방전에 따라 전문적으로 처방 의약품을 조제하는 것으로, 삶의 질 향상을 위한 의료 서비스를 제공하기 위해 도입한 제도이다.
1240년 신성로마제국의 황제 프리드리히 2세(1194 ~ 1250)의 의약법이 의약 분업 제도의 시초이며, 일본과 아메리카, 유럽 등 서구권 국가에서 널리 시행하고 있다. 대한민국의 경우, 의약 분업 제도가 몇 차례씩 거론 되기는 하였으나 의료 수요자의 불편 및 의사와 약사 등 양측 간의 불협화음 문제로, 진통을 겪다가, 1994년 개정된 약사법에 따라 1999년 7월 7일 이전에 의약 분업 제도를 실시하도록 한 규정에 따라 1998년부터 도입을 추진하였다.
보건복지부에선, 지난 1998년에 의사와 약사, 시민 단체 등 삼위 일체로 구성된 지역 협력체 등으로 의약 분업 추진 위원회를 구성하였으나, 같은 해 12월 대한의사협회, 대한병원협회, 대한약사회가 의약 분업 실시 연기 청원을 국회에 제출함으로써 시행이 1년 동안 유보되었다. 1999년 5월, 다시 시행 방안을 협의해 정부에 건의한 후, 같은 해 9월, 새로운 보험 수가와 처방료, 조제료, 원외 처방전 양식 등 시행 방안을 최종 확정하고, 같은 해 12월 7일 약사법 개정안이 국회에서 통과되어, 지난 2000년 7월, 사전 준비가 늦어지는 관계로, 약 한 달간의 계도 기간을 거친 후에, 같은 해 8월 1일부터 본격적인 의약 분업 제도가 일제히 시행되었다.

## 의약 분업 예외 대상 (원내 조제 대상)
- 입원 및 응급 환자
- CNS(중추 신경계) 처방 의약품 (항우울제, 조현병 치료제, 신경 안정제 등 : 조현병, 조울증, 우울증 등으로 자신 또는 타인을 해칠 우려가 있는 정신 질환자)
- 주사제 및 예방 접종용 백신, 진단용 의약품
- 병의원과 약국이 없는 농어촌 지역

## 같이 보기
- 의약 분업